# Партия национального единства и солидарности
Партия национального единства и солидарности (ПНЕС) (нидерл. Kerukunan Tulodo Prenatan Inggil (KTPI)) — политическая партия в Суринаме. Лидер партии Вилли Соемита. Основным электоратом партии являются яванцы.

## История
Партия национального единства и солидарности (ПНЕС) была основана в 1949 году на основе партии Союз индонезийских фермеров. Создателем партии был Идинг Соемита, отец нынешнего лидера ПНЕС Вилли Соемита.
На выборах 1949 года партия получила два из 21 места в парламенте Голландской Гвианы. На выборах в 1951 году ПНЕС опять получила 2 депутатских мандата. Через четыре года Партия национального единства и солидарности вместе с другими партиями создает коалицию «Объединённый фронт», которая одержала победу на выборах 1955 года. Один из лидеров ПНЕС Карамат Али стал министром полиции и юстиции Суринама. В конце 1963 года начался правительственный кризис и коалиция распалась. В 1969 году Вилли Соемита стал лидером партии. Партия вошла в правящую коалицию Хенка Аррона и получила два министерских портфеля.
На выборах 1977 года коалиция Национальной партии Суринама и Партии национального единства и солидарности опять получила большинство в парламенте, это позволило партии оставить за собой два министерских кресла, но в 1979 году ПНЕС покидает коалицию.
25 февраля 1980 года в Суринаме был совершён военный переворот. Он был организован старшим сержантом Дези Баутерсе. Баутерсе стал править Суринамом как диктатор, глава созданного им Национального Военного Совета (присвоив себе воинское звание подполковника — высшее в суринамской армии). Он распустил парламент, отменил конституцию, ввёл в стране чрезвычайное положение.
В 1987 году Баутерсе разрешил провести выборы, на которых ПНЕС в составе коалиции «Фронт за демократию и развитие» получила большинство в Национальной ассамблее. После «Телефонного переворота» были назначены новые выборы на которые партия шла в составе коалиции «Новый фронт за демократию и развитие», которая получила на выборах 1991 года 30 из 51 мест. На выборах 1996 года коалиция получила 24 места в парламенте из них 5 ПНЕС. В 2005 году Партия национального единства и солидарности шла на выборы в составе коалиции «Народный альянс за прогресс». в 2010 году партия, в составе коалиции «Мега-комбинация» набравшая 40,2 % голосов избирателей, вошла в парламент.